# Neuching
Neuching település Németországban, azon belül Bajorországban. Lakosainak száma 2780 fő (2023. december 31.).

## Népesség
A település népessége az elmúlt években az alábbi módon változott:
| Lakosok száma | 1268 | 1397 | 2427 | 2473 | 2474 | 2541 | 2623 | 2655 | 2764 | 2780 |
|               | 1970 | 1975 | 2012 | 2013 | 2014 | 2016 | 2017 | 2019 | 2022 | 2023 |